# إبراهيم بن إسحاق بن أبي العنبس
أبو إسحاق إبراهيم بن إسحاق بن أبي العنبس الزهري الكوفي قاضي الكوفة، وأحد رواة الحديث النبوي.
سمع: جعفر بن عون، ويعلى بن عبيد وجماعة. وعنه حدث: أبو العباس بن عقدة، وخيثمة بن سليمان، وعلي بن محمد بن الزبير القرشي، وجماعة، وروى عنه أبو بكر ابن أبي الدنيا مع تقدمه ومحمد بن خلف، ووكيع بن الجراح .
قال الخطيب : «كان ثقة خيرا فاضلا دينا صالحا، ولي القضاء بعد أحمد بن محمد بن سماعة». قال محمد بن خلف: «كتبت عنه سنة ثلاث وخمسين، وهو على قضاء مدينة المنصور، فبقي سنة وصرف، لأن الموفق أراد أن يقرضه أموال الأيتام، فقال لا والله ولا حبة، فعزله ورده إلى قضاء الكوفة».

## وفاته
مات في شهر ربيع الآخر سنة 277 هـ، عن نيف وتسعين سنة .